# جعفر آباد (دلهي)
جعفر آباد هي قرية صغيرة تقع في الشمال الشرقي لولاية دلهي الهندية

## التركيبة السكانية
حسب التعداد السكاني الذي أجري سنة 2001 بالهند،  بلغ عدد سكان جعفر آباد 57460 نسمة، حيث يشكل الذكور 53٪ من السكان، والإناث 47٪. يبلغ متوسط معدل الإلمام بالقراءة والكتابة بجعفر آباد 62٪، وهي نسبة أعلى من المعدل الوطني البالغ 59.5٪: نسبة التعلم لدى الذكور تصل إلى 67٪، أما لدى الإناث فهي 56٪ . في جعفر آباد، 16٪ من السكان تقل أعمارهم عن 6 سنوات.
- "Census of India 2001: Data from the 2001 Census, including cities, villages and towns (Provisional)". Census Commission of India. Archived from the original on 2004-06-16. Retrieved 2008-11-01.